# 바라오나주

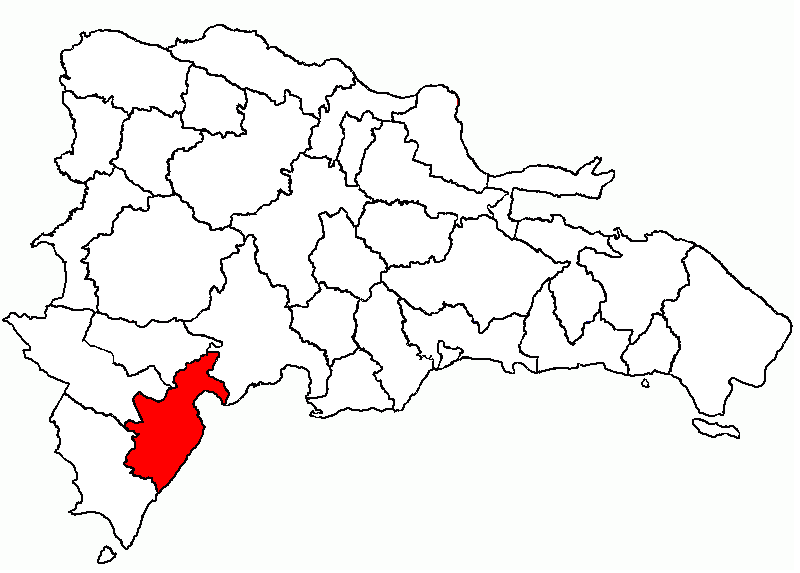
바라오나 주의 위치

바라오나주(스페인어: Barahona)는 도미니카 공화국 남서부에 위치한 주로 주도는 바라오나이며 면적은 1,739.38km2, 인구는 232,818명(2014년 기준)이다. 1881년에 신설되었다.
남서쪽으로는 페데르날레스 주, 북서쪽으로는 인데펜덴시아 주와 바오루코 주, 북동쪽으로는 아수아 주, 동쪽으로는 카리브해와 접한다. 11개 지방 자치체와 11개 지구를 관할한다.